# Bern
Bern (tiếng Đức: [bɛrn] ⓘ) hay Berne (tiếng Pháp: [bɛʁn]; tiếng Ý: Berna [ˈbɛrna]; tiếng Romansh: Berna [ˈbɛrnɐ]ⓘ; tiếng Đức Bern: Bärn [b̥æːrn]) là thủ đô trên thực tế của Thụy Sĩ, được người Thụy Sĩ gọi (bằng tiếng Đức) là Bundesstadt, tức "thành phố liên bang". Với dân số 142.656 (tháng 3 năm 2018), Bern là thành phố đông dân thứ bốn Thụy Sĩ. Đô thị Bern, bao gồm 36 vùng chính quyền địa phương, có dân số 406.900 người năm 2014. Vùng đô thị rộng hơn nữa có dân số 660.000 người (năm 2000). Bern cũng là thủ phủ của bang Bern, bang đông dân thứ nhì của Thụy Sĩ.
Ngôn ngữ chính thức của Bern là tiếng Đức chuẩn Thụy Sĩ, còn ngôn ngữ thông dụng nhất là tiếng Đức Bern, một phương ngữ tiếng Đức Thụy Sĩ.
Năm 1983, khu phố cổ Bern (tiếng Đức: Altstadt) ở trung tâm của Bern đã được UNESCO công nhận là Di sản thế giới. Bern cũng được xếp hạng trong số mười thành phố hàng đầu thế giới về chất lượng cuộc sống tốt nhất (2014).

## Khí hậu
Theo phân loại khí hậu Köppen, Bern có khí hậu lục địa ẩm (Dfb), gần ranh giới với khí hậu đại dương (Cfb).
| Dữ liệu khí hậu của Bern                 | Dữ liệu khí hậu của Bern | Dữ liệu khí hậu của Bern | Dữ liệu khí hậu của Bern | Dữ liệu khí hậu của Bern | Dữ liệu khí hậu của Bern | Dữ liệu khí hậu của Bern | Dữ liệu khí hậu của Bern | Dữ liệu khí hậu của Bern | Dữ liệu khí hậu của Bern | Dữ liệu khí hậu của Bern | Dữ liệu khí hậu của Bern | Dữ liệu khí hậu của Bern | Dữ liệu khí hậu của Bern |
| Tháng                                    | 1                        | 2                        | 3                        | 4                        | 5                        | 6                        | 7                        | 8                        | 9                        | 10                       | 11                       | 12                       | Năm                      |
| ---------------------------------------- | ------------------------ | ------------------------ | ------------------------ | ------------------------ | ------------------------ | ------------------------ | ------------------------ | ------------------------ | ------------------------ | ------------------------ | ------------------------ | ------------------------ | ------------------------ |
| Cao kỉ lục °C (°F)                       | 15.9 (60.6)              | 18.5 (65.3)              | 23.0 (73.4)              | 28.2 (82.8)              | 31.4 (88.5)              | 33.7 (92.7)              | 36.8 (98.2)              | 37.0 (98.6)              | 31.6 (88.9)              | 25.5 (77.9)              | 20.8 (69.4)              | 19.1 (66.4)              | 37.0 (98.6)              |
| Trung bình ngày tối đa °C (°F)           | 2.8 (37.0)               | 4.7 (40.5)               | 9.5 (49.1)               | 13.4 (56.1)              | 18.2 (64.8)              | 21.6 (70.9)              | 24.3 (75.7)              | 23.7 (74.7)              | 19.1 (66.4)              | 13.8 (56.8)              | 7.3 (45.1)               | 3.5 (38.3)               | 13.5 (56.3)              |
| Trung bình ngày °C (°F)                  | −0.4 (31.3)              | 0.7 (33.3)               | 4.7 (40.5)               | 8.1 (46.6)               | 12.7 (54.9)              | 16.0 (60.8)              | 18.3 (64.9)              | 17.7 (63.9)              | 13.7 (56.7)              | 9.3 (48.7)               | 3.7 (38.7)               | 0.6 (33.1)               | 8.8 (47.8)               |
| Tối thiểu trung bình ngày °C (°F)        | −3.6 (25.5)              | −3.1 (26.4)              | 0.2 (32.4)               | 3.0 (37.4)               | 7.4 (45.3)               | 10.5 (50.9)              | 12.5 (54.5)              | 12.3 (54.1)              | 8.9 (48.0)               | 5.4 (41.7)               | 0.4 (32.7)               | −2.3 (27.9)              | 4.3 (39.7)               |
| Thấp kỉ lục °C (°F)                      | −21.8 (−7.2)             | −23.0 (−9.4)             | −15.6 (3.9)              | −7.9 (17.8)              | −2.2 (28.0)              | 0.9 (33.6)               | 3.6 (38.5)               | 3.5 (38.3)               | −0.8 (30.6)              | −5.5 (22.1)              | −13.9 (7.0)              | −20.5 (−4.9)             | −23.0 (−9.4)             |
| Lượng Giáng thủy trung bình mm (inches)  | 60 (2.4)                 | 55 (2.2)                 | 73 (2.9)                 | 82 (3.2)                 | 119 (4.7)                | 111 (4.4)                | 106 (4.2)                | 116 (4.6)                | 99 (3.9)                 | 88 (3.5)                 | 76 (3.0)                 | 74 (2.9)                 | 1.059 (41.7)             |
| Lượng tuyết rơi trung bình cm (inches)   | 12.8 (5.0)               | 13.1 (5.2)               | 7.0 (2.8)                | 0.8 (0.3)                | 0.0 (0.0)                | 0.0 (0.0)                | 0.0 (0.0)                | 0.0 (0.0)                | 0.0 (0.0)                | 0.1 (0.0)                | 5.5 (2.2)                | 13.3 (5.2)               | 52.6 (20.7)              |
| Số ngày giáng thủy trung bình (≥ 1.0 mm) | 9.6                      | 9.0                      | 10.6                     | 10.4                     | 12.6                     | 11.1                     | 10.8                     | 10.7                     | 8.9                      | 10.4                     | 10.2                     | 9.9                      | 124.2                    |
| Số ngày tuyết rơi trung bình (≥ 1.0 cm)  | 4.1                      | 3.5                      | 2.0                      | 0.3                      | 0.0                      | 0.0                      | 0.0                      | 0.0                      | 0.0                      | 0.0                      | 1.1                      | 3.1                      | 14.1                     |
| Độ ẩm tương đối trung bình (%)           | 84                       | 79                       | 73                       | 71                       | 73                       | 71                       | 71                       | 73                       | 79                       | 84                       | 85                       | 85                       | 77                       |
| Số giờ nắng trung bình tháng             | 64                       | 87                       | 137                      | 159                      | 182                      | 205                      | 236                      | 217                      | 165                      | 113                      | 68                       | 49                       | 1.682                    |
| Phần trăm nắng có thể                    | 29                       | 35                       | 41                       | 42                       | 42                       | 47                       | 53                       | 53                       | 49                       | 38                       | 30                       | 23                       | 42                       |
| Nguồn 1: MeteoSwiss                      |                          |                          |                          |                          |                          |                          |                          |                          |                          |                          |                          |                          |                          |
| Nguồn 2: KNMI                            |                          |                          |                          |                          |                          |                          |                          |                          |                          |                          |                          |                          |                          |